# Nederländernas Grand Prix 1959
Nederländernas Grand Prix var det tredje av nio lopp ingående i formel 1-VM 1959. Joakim Bonnier vann här som förste svensk ett formel 1-grand prix. 

## Resultat
1. Joakim Bonnier, BRM, 8
2. Jack Brabham, Cooper-Climax, 6
3. Masten Gregory, Cooper-Climax, 4
4. Innes Ireland, Lotus-Climax, 3
5. Jean Behra, Ferrari, 2
6. Phil Hill, Ferrari
7. Graham Hill, Lotus-Climax
8. Maurice Trintignant, R R C Walker (Cooper-Climax)
9. Cliff Alison, Ferrari
10. Carel Godin de Beaufort, Ecurie Maarsbergen (Porsche)

### Förare som bröt loppet
- Stirling Moss, R R C Walker (Cooper-Climax) (varv 62, växellåda)
- Harry Schell, BRM (46, växellåda)
- Tony Brooks, Ferrari (42, oljeläcka)
- Carroll Shelby, Aston Martin (25, motor)
- Roy Salvadori, Aston Martin (3, motor)